# Канчура
Канчура (баш. Ҡансыра) — деревня в Куюргазинском районе Республики Башкортостан Российской Федерации. Входит в состав Шабагишского сельсовета.

## География

### Географическое положение
Расстояние до:
- районного центра (Ермолаево): 18 км,
- центра сельсовета (Шабагиш): 7 км,
- ближайшей ж/д станции (Кумертау): 3 км.

## Население
| 2002 | 2009 | 2010 |
| ---- | ---- | ---- |
| 188  | ↘181 | ↗185 |

Национальный состав
Согласно переписи 2002 года, преобладающая национальность — башкиры (84 %).